# Право из мртвих
Право из мртвих је први албум хип-хоп групе Сија (C-Yа) који је изашао 1995. године после пар демо песама ове групе.

## Нумере
Албум Право из мртвих садржи следећих 10 песама:
1. Судбина прави грешке - (5:33)
2. 24 Hours From - (0:26)
3. 47 - (3:18)
4. Cya Anthem - (3:51)
5. Манија - feat. Робин Худ - (4:11)
6. Ово време је твоје - (4:28)
7. Кућа бола - (4:11)
8. Get loaded Get even - (0:35)
9. Cya Anthem (Don't Afraid, Cha Ремикс) - (4:01)
10. Као Бомба (Инструментал, feat. Дџ. Муња) - (3:14)